# Malus fusca
Espèce
Synonymes
- Malus diversifolia (Bong.) M. Roem.[2]
- Malus diversifolia (Bong.) M. Roemer[3]
- Malus diversifolia (Bong.) M.Roem.[1]
- Malus diversifolia (Bong.) M.Roem[4]
- Malus fusca diversifolia (Bong.) C.K.Schneid[4]
- Malus fusca var. fusca[1]
- Malus fusca var. levipes (Nutt.) Schneid.[3]
- Malus fusca (Bong.) C. K. Schneid.[2]
- Malus rivularis (Douglas ex Hook.) M.Roem.[1]
- Malus rivularis (Douglas) M. Roem.[2]
- Malus rivularis (Douglas) M.Roem.[4]
- Pyrus diversifolia Bong.[1] [4] [2]
- Pyrus fusca Raf.[1] [3] [4] [2]
- Pyrus rivularis Dougl. ex Hook.[3]
- Pyrus rivularis Douglas ex Hook.[1]
- Pyrus rivularis Douglas[4] [2]
- Sorbus rivularis (Douglas ex Hook.) H.Hara[1]

Statut de conservation UICN

 LC  : Préoccupation mineure
Malus fusca (nom commun : Pommetier d'Oregon ou Pommetier du Pacifique) est une espèce de plantes à fleurs de la famille des Rosaceae. C'est un pommier originaire d'Amérique du Nord.

## Liste des variétés
Selon Tropicos (13 mai 2017) (Attention liste brute contenant possiblement des synonymes) :
- variété Malus fusca var. diversifolia (Bong.) C.K. Schneid.
- variété Malus fusca var. fusca
- variété Malus fusca var. levipes (Nutt.) C.K. Schneid.